# UFC 209
UFC 209: Woodley vs. Thompson 2 è stato un evento di arti marziali miste tenuto dalla Ultimate Fighting Championship il 4 marzo 2017 alla T-Mobile Arena di Las Vegas, Stati Uniti.

## Risultati
|                                                   | Divisione         |                   |                 |                    | Metodo                                        | Round           | Tempo           | Premio          |
| Card Principale                                   | Card Principale   | Card Principale   | Card Principale | Card Principale    | Card Principale                               | Card Principale | Card Principale | Card Principale |
| ------------------------------------------------- | ----------------- | ----------------- | --------------- | ------------------ | --------------------------------------------- | --------------- | --------------- | --------------- |
| Sfida valida per il titolo di campione indiscusso | Pesi welter       | Tyron Woodley (c) | batte           | Stephen Thompson   | Decisione maggioritaria (48-47, 47-47, 48-47) | 5               | 5:00            |                 |
|                                                   | Pesi leggeri      | David Teymur      | batte           | Lando Vannata      | Decisione unanime (30-27, 30-27, 30-27)       | 3               | 5:00            | FOTN            |
|                                                   | Pesi medi         | Daniel Kelly      | batte           | Rashad Evans       | Decisione non unanime (29-28, 28-29, 29-28)   | 3               | 5:00            |                 |
|                                                   | Pesi paglia (F)   | Cynthia Calvillo  | batte           | Amanda Cooper      | Sottomissione (rear-naked choke)              | 1               | 3:19            |                 |
|                                                   | Pesi massimi      | Alistair Overeem  | batte           | Mark Hunt          | KO (ginocchiata)                              | 3               | 1:44            |                 |
| Card Preliminare (Fox Sports 1)                   |                   |                   |                 |                    |                                               |                 |                 |                 |
|                                                   | Pesi massimi      | Marcin Tybura     | batte           | Luís Henrique      | KO tecnico (pugni)                            | 3               | 3:46            |                 |
|                                                   | Pesi piuma        | Darren Elkins     | batte           | Mirsad Bektić      | KO (pugni e calcio alla testa)                | 3               | 3:19            | POTN            |
|                                                   | Pesi gallo        | Iuri Alcântara    | batte           | Luke Sanders       | Sottomissione (kneebar)                       | 2               | 2:13            | POTN            |
|                                                   | Pesi massimi      | Mark Godbeer      | batte           | Daniel Spitz       | Decisione unanime (30-27, 30-27, 30-27)       | 3               | 5:00            |                 |
| Card Preliminare (UFC Fight Pass)                 |                   |                   |                 |                    |                                               |                 |                 |                 |
|                                                   | Pesi mediomassimi | Tyson Pedro       | batte           | Paul Craig         | KO tecnico (gomitate)                         | 1               | 4:10            |                 |
|                                                   | Pesi gallo        | Albert Morales    | batte           | Andre Soukhamthath | Decisione non unanime (29-28, 28-29, 29-28)   | 3               | 5:00            |                 |

## Premi
I lottatori premiati ricevettero un bonus di 50.000 dollari.
Legenda:
- FOTN: Fight of the Night (vengono premiati entrambi gli atleti per il miglior incontro dell'evento)
- POTN: Performance of the Night (viene premiato il vincitore per la migliore performance dell'evento)